# Baflijun
Baflijun (arab. بافليون) – wieś w Syrii, w muhafazie muhafazie Aleppo. W 2004 roku liczyła 172 mieszkańców.